# Ploudaniel
Ploudaniel (tiếng Breton: Plouzeniel) là một xã của tỉnh Finistère, thuộc vùng Bretagne, miền tây bắc Pháp.

## Dân số
Người dân ở Ploudaniel được gọi là Ploudaniélois.